# Howard R. Driggs
Howard Roscoe Driggs (né le 8 août 1873 à Pleasant Grove dans l'Utah et mort le 17 février 1963 à Bayside, un quartier de New York situé dans l'arrondissement du Queens,) est un écrivain, un historien et un universitaire américain, professeur d'anglais à l'université de l'Utah et à l'université de New York. Il a été l'auteur ou l'éditeur de plus de 50 livres, dont au moins sept romans.

## Biographie
Howard R. Driggs est né à Pleasant Grove dans l'Utah. Ses parents étaient venus en Utah avec les pionniers mormons. Driggs a étudié à université Brigham-Young,  l'université de l'Utah, où il a obtenu un bachelor et une maîtrise universitaire de l'université de Chicago, et à l'université de New York où il a obtenu son Ph. D. en 1926.
Driggs a d'abord  commencé à enseigner dans une petite école de Pleasant Grove  juste après avoir obtenu son diplôme de la Brigham Young Academy.
En 1897, Driggs a épousé Eva Frampton dans le temple de Salt Lake City. Ils ont eu deux fils, H. Wayne Driggs (1902-1951) et H. Perry Driggs. Wayne a étudié à l'université de l'Utah et à l'université de New York tout comme son père auparavant. 

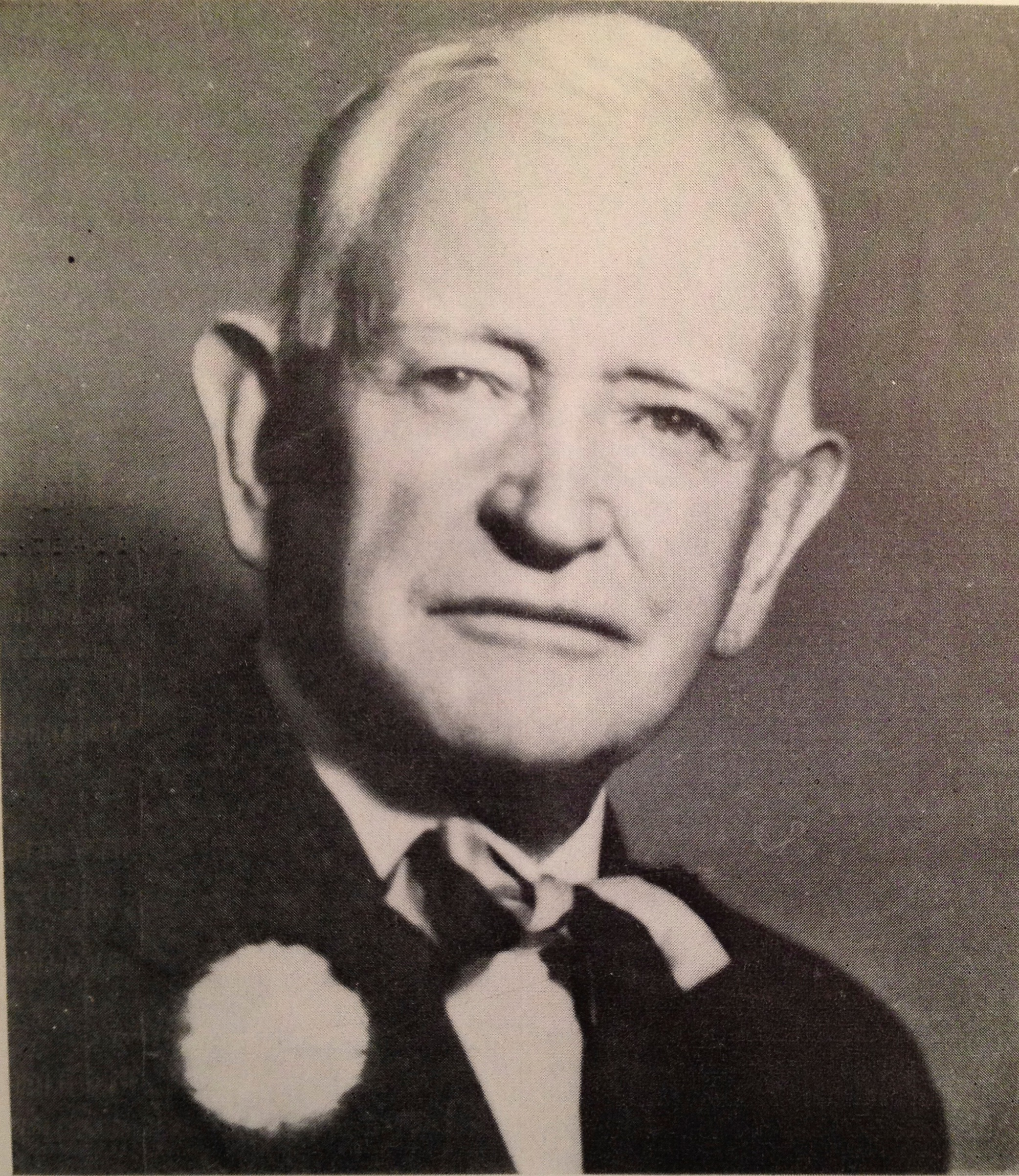
Driggs dans les dernières années de sa vie.

En 1948, Driggs a épousé Margaret Brazier Quarrier, qui a eu trois enfants d'un précédent mariage. Elle est décédée en 2008.
Son premier roman les Wild Roses: A Tale of the Rockies a été publié en 1916. 

## Liens externes

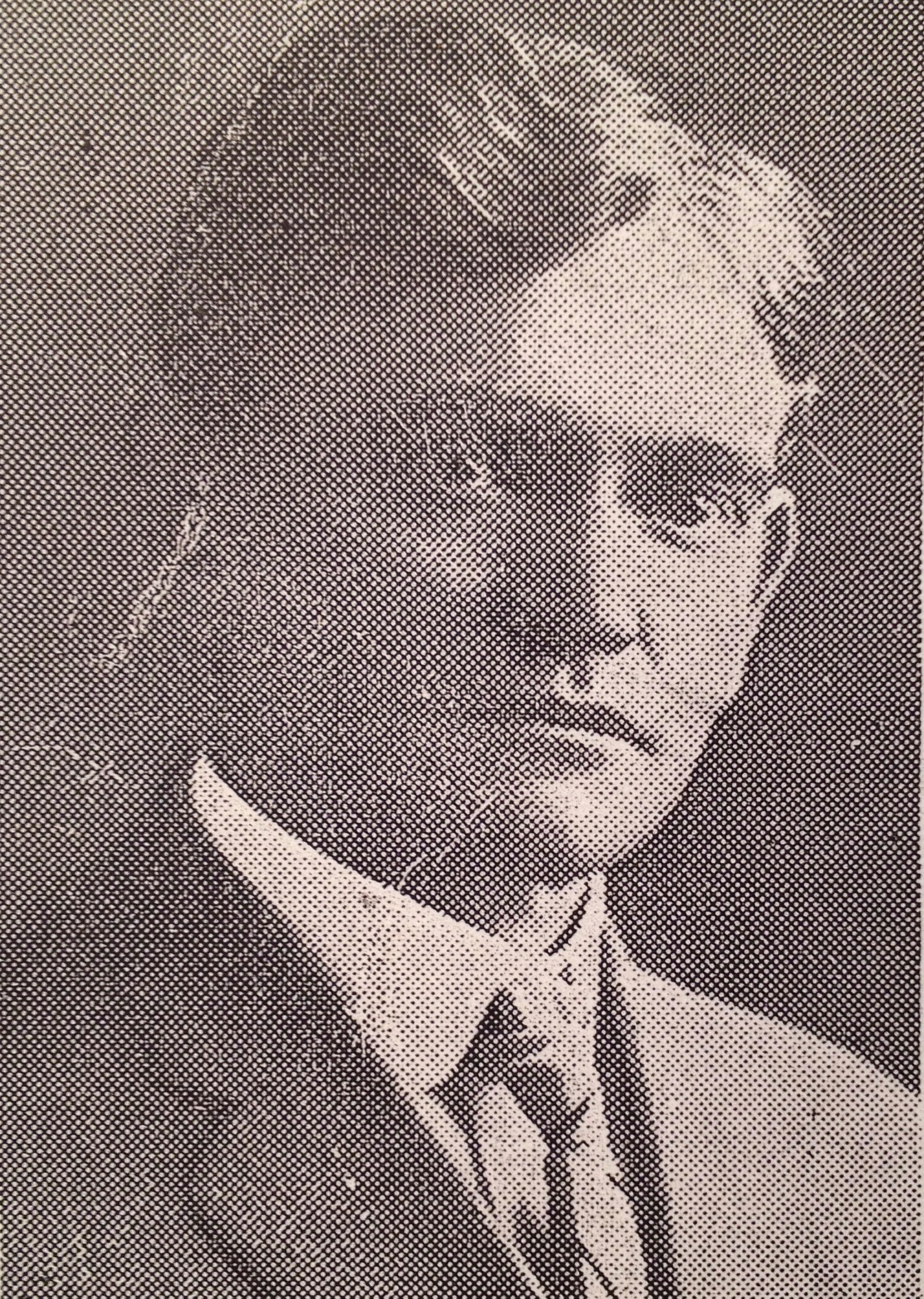
Driggs vers 1914

## Crédit d'auteurs
- (en) Cet article est partiellement ou en totalité issu de l’article de Wikipédia en anglais intitulé « Howard R. Driggs » (voir la liste des auteurs).